# Brenner

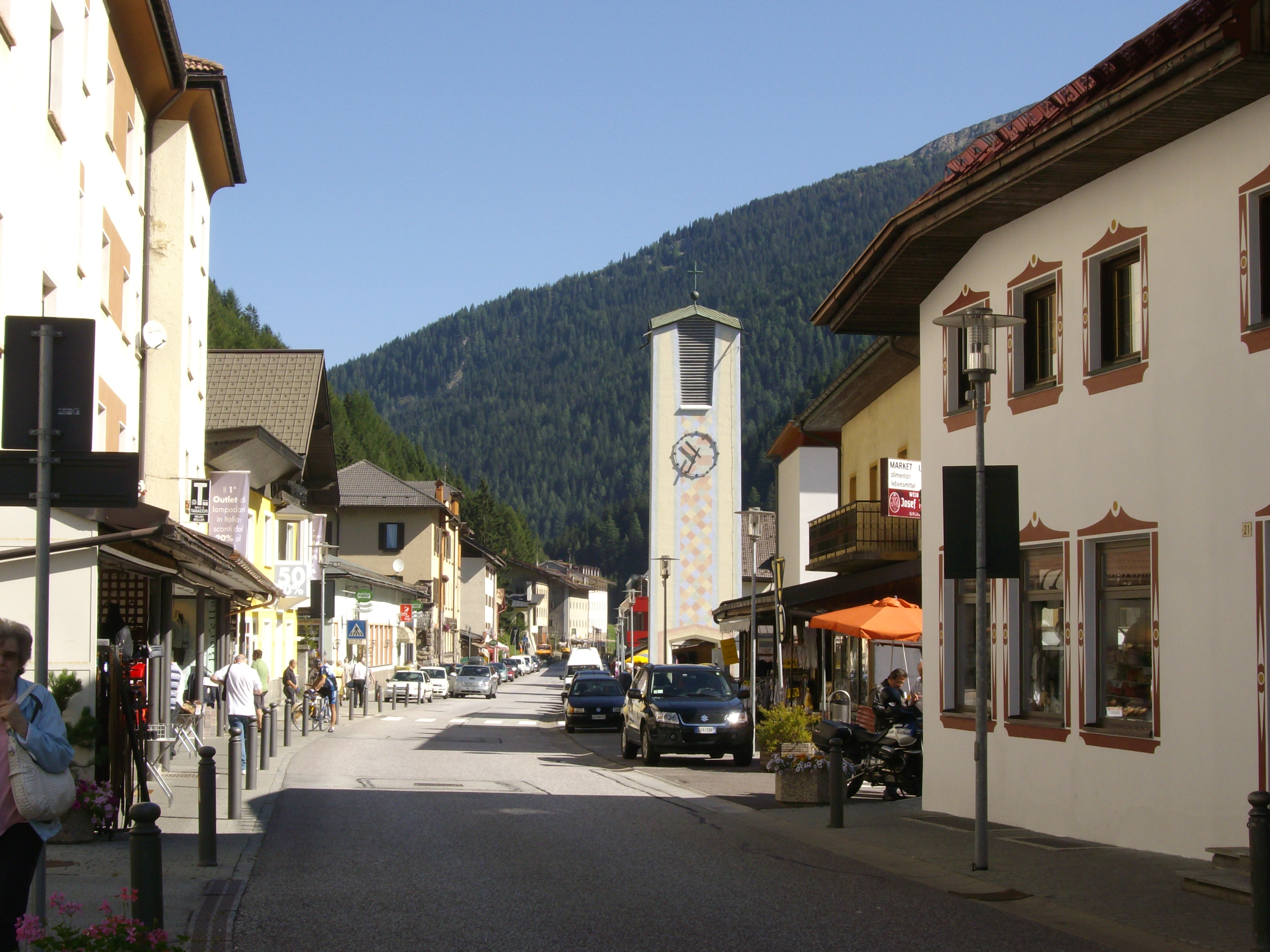
Obec Brenner

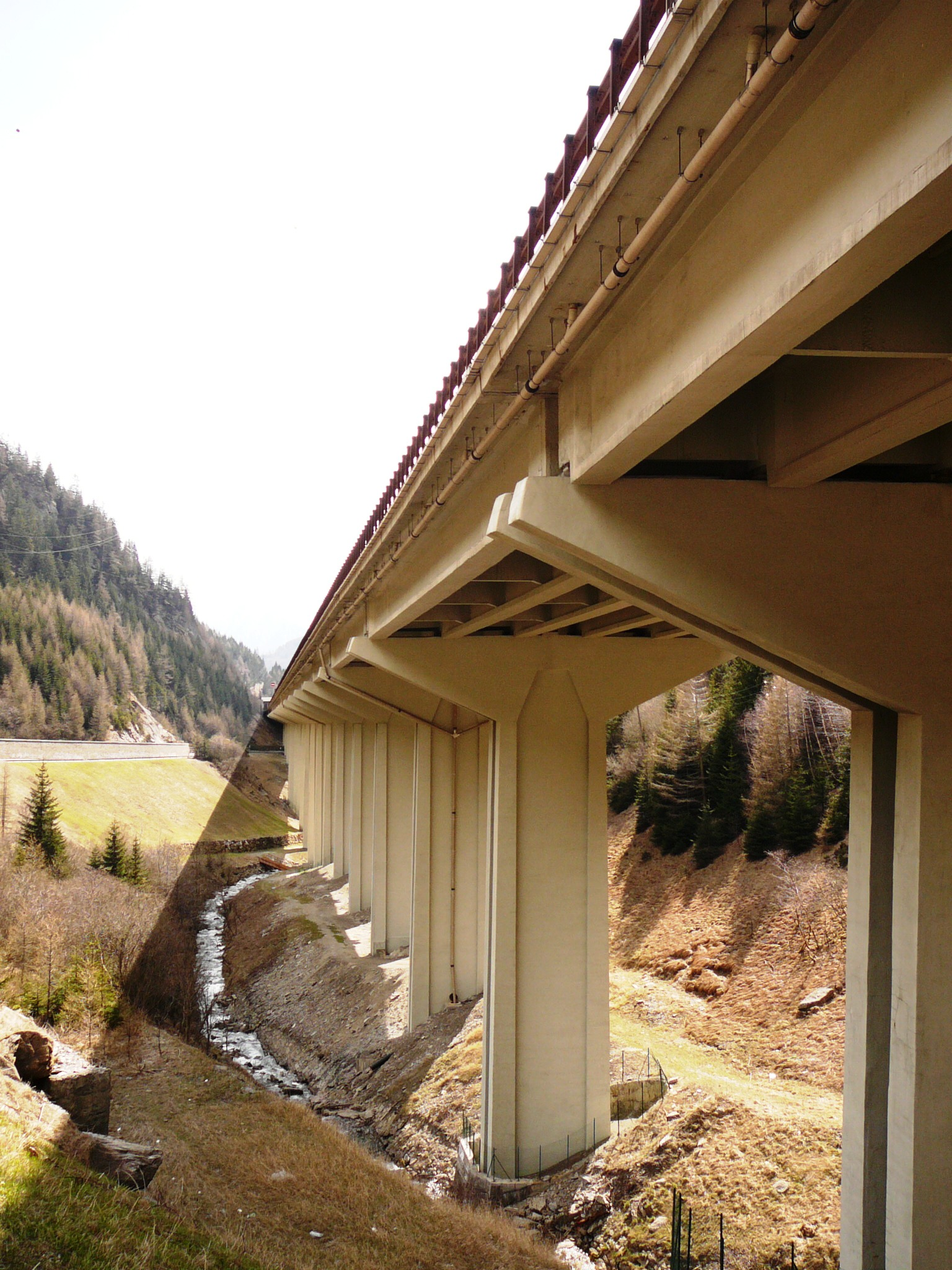
Dálniční most u Brenneru

Brenner (německy) / Brennero (italsky) je město v Brennerském průsmyku (1374 m n. m.) v Alpách. Poté, co Itálie roku 1919 získala Jižní Tyrolsko, octla se obec na italské straně na samé hranici s Rakouskem a před Schengenskou dohodou žila hlavně z místní celnice.
Obec je stísněna Brennerskou dálnicí (A22 v Itálii), postavenou v 70. letech 20. století; velkou plochu zabírá také vrcholové nádraží Brennerské dráhy vedoucí z Innsbrucku do Bolzana (postaveno 1869). Třetí dominantou vesnice je obchodní dům z roku 2007.

## Obyvatelstvo
V současnosti zde žije 2105 obyvatel, většina však nežije v samotném Brenneru, nýbrž v místní části Gossensaß (Colle Isarco), položené níže v údolí. Obyvatelstvo je z 80 % německojazyčné.

## Politika
Starostové od roku 1952:
- Ludwig Gröbner: 1952–1956
- August Gröbner: 1956–1965
- Emil Egartner: 1965–1977
- Alfred Plank: 1977–1995
- Christian Egartner: 1995–2008
- Franz Kompatscher: 2009–